# Giovanni Zenatello
Giovanni Zenatello, född 22 februari 1876 Verona, Italien, död 11 februari 1949 i New York, USA, var en italiensk operasångare (tenor). 
Zenatello utbildade sig hos maestro Zannoni i Verona 1898, och skolades till baryton, vilken han gjorde debut som då han sjöng rollen som Silvio i Pajazzo 1898.  
Under en kort period sjöng Zenatello ett antal barytonroller, men debuterade i tenorfacket med rollerna i Pajazzo, Trubaduren, Faust och Lucia di Lammermoor år 1899. Zenatello gjorde snabbt stor succé i Italien och sjöng vid världspremiärer av  Il Falconiere av Frontini, Siberia av Umberto Giordano, Gloria av Cilea samt Madama Butterfly av Giacomo Puccini 1904. 1902 debuterade han på La Scala, samt La Figlia di Jorio. 1902–1903 hann Zenatello debutera både på La Scala och i ljudupptagning. Zenatello sjöng snart på många stora scener såsom Buenos Aires, Rio de Janeiro och New York. Den största rollen som Zenatello tog sig an var 1908 då han för första gången sjöng Otello av Giuseppe Verdi. Så vitt känt sjöng Zanatello flera hundra roller. Andra viktiga roller för honom var i Pajazzo, Carmen och Aida. 
Han var en av stöttepelarna för öppningen av Aida i Verona 1913. Han skapade den idén samtidigt som Giuseppe Verdis 100-åriga födelse skulle firas. Han var även den som upptäckt att det gick sjunga där. Det blev en årlig tradition senare, och Aida är en av de mest uppskattade verken som spelas där.
Zenatello minskade sin aktivitet under slutet av 1910-talet, men sjöng fortfarande opera i bland. 1933 drog han sig tillbaka från scenen helt och hållet, men blev den förste valde direktören till Veronas utomhusscen efter andra världskriget, vilket han var vald till de två sista åren av sitt liv.

## Operaroller i
- Pajazzo
- Aida
- Otello
- Tosca
- Manon Lescaut
- Trubaduren
- La Traviata
- Rigoletto
- Lucia di Lammermoor
- La Figlia di Jorio
- Germania
- La Bohème
- Ödets makt
- Il Guarny
- Carmen
- Norma
- Madama Butterfly
- Flickan från vilda västern
- Tannhäuser
- La Gioconda
- Mefistofeles
- Faust
- Mästersångarna i Nürnberg
- Hugenotterna
- Samson och Deliah
- Andrea Chenier
- Cavalleria Rusticana

## På CD-skiva
- Lebendige Vergangenheit, inspelad 1926–29, Preiser
- Lebendige Vergangenheit II, inspelad 1908–11, Preiser
- Covent Garden Live, Chaliapin – Faust  / Zenatello – Otello , inspelade 1926–28, Pearl.